# Мария Бытомская
Мария Бытомская (пол. Maria bytomska, после 1295 — 15 декабря 1317) — королева Венгрии как супруга Карла Роберта.
Она была третьим ребёнком и единственной дочерью герцога Казимира II Бытомского и его жены Елены, чье происхождение неизвестно (некоторые историки считают её дочерью Льва I Галицкого из династии Рюриковичей).
Мария была первой или второй женой Карла I Роберта, короля Венгрии. Этот союз был бездетным, но хроники утверждали, что у них было две дочери. Мало что известно о деятельности Марии как королевы Венгрии. Её брак с Карлом I Робертом закрепил польско-венгерский союз против Чешского королевства, а также помог установить тесные польско-венгерские отношения в XIV веке, выразившиеся в частности в церковной карьере в Венгрии братьев Марии, Болеслава и Мешко, а также в третьем браке Карла I Роберта с Елизаветой Куявской.

## Биография
Точная дата рождения Марии неизвестна. В 1306 году, когда она вышла замуж за Карла Роберта, каноническое право требовало, чтобы минимальный возраст для вступления в брак был не менее 12 лет. Таким образом, она родилась не позднее 1294 года. Она была первым членом силезского ветви династии Пястов по имени Мария. Среди детей Казимира Бытомского она обычно помещается на шестом и последнем месте, но она могла быть и третьим ребёнком (по некоторым данным).
Данные о свадьбе Марии и Карла I Роберта содержатся в хронике Длугоша, который дал две различные даты этого события: 1306 и 1310 годы. Первая дата принимается большинством историков: в доказательство приводится документ, который назвал Марию королевой Венгрии с 23 июня 1306 года. Кроме того, официальные венгерские документы 1306 года называют её королевой. В обоих докладах о свадьбе Длугош упоминает красоту Марии, заявляя, что принцесса была «очень красивая девушка» и «девушкой, известной своей необыкновенной красотой». Брак был, вероятно, инициирован Владиславом I Локетком (двоюродным братом отца Марии), а роль свахи играл её брат Болеслав, будущий герцог Тошека. Церемония бракосочетания состоялась, вероятно, в Бытоме, на родине невесты. После прибытия в Венгрию и в соответствии с почти вековым обычаем Мария была коронована королевой Венгрии Бенедиктом II, епископом Веспрема, в Секешфехерваре.
Этот брачный союз был выражением сближения между польским и венгерским королевствами. Кроме того, герцогство Бытомское, теперь тесно связанное с антидчешской коалицией, могло получить защиту от претензий со стороны Чехии. Карл I Роберт также укрепил свои позиции в качестве конкурента за венгерский престол против Оттона III Баварского благодаря тому, что Мария (как полагают историки) была тесно связана с угасшим домом Арпадов: мать Марии Елена была внучкой короля Белы IV через свою мать. Положение Марии как королевы Венгрии также проложило путь для последующей карьеры в венгерской церкви её братьев Болеслава (впоследствии архиепископ Эстергома) и Мешко (впоследствии епископ Нитры и Веспрема).
Мало что известно о роли Марии при королевском дворе. Известны только два документа, подписанные ей: первый из них датирован 1312 годом, но он не сохранился до наших дней. Содержание второго, от 9 апреля 1313 года, касается утверждения главы Секешфехервара. На лицевой стороне документа сохранилась пломба Марии: королева сидит на троне, по обе стороны от неё изображен цветочный орнамент и буквы М и А, на задней стороне пломбы — двойной венгерский крест и буквы RI и А.
Мария умерла 15 декабря 1317 года в Темешваре (ныне Тимишоара, Румыния) и была похоронена в Королевском склепе Секешфехервара в базилике Девы Марии, согласно сообщениям Яна Длугоша. Длугош указывал дату 1315 год, а венгерские источники — 1315, 1316 или 1317 годы. Третья дата теперь воспринимается как окончательная благодаря документу, выданному Карлом I Робертом 24 февраля 1317 года, в котором Мария по-прежнему упоминается как живой человек. Разногласия по поводу даты смерти Марии можно объяснить ошибкой Длугоша, который неправильно записал дату — вместо MCCCXVII он написал MCCCXV и MCCCXVI. Миниатюра с изображением похорон Марии сохранилась в Венгерской иллюстрированной хронике Chronicon Pictum, которая в настоящее время хранится в Национальной библиотеке в Будапеште.
После смерти Марии Карл I Роберт женился в 1318 году на Беатрисе Люксембургской, которая умерла в следующем году во время родов, и в 1320 году — на Елизавете Куявской, которая, наконец, родила ему наследника.
Союз между Марией и Карлом I Робертом был бездетным, вероятно, из-за бесплодия королевы. Однако некоторые источники приписывают их браку двух дочерей:
- Екатерина (ум. 1355), жена Генриха II Свидницкого, мать Анны Свидницкой — третьей жены императора Карла IV.
- Елизавета (ум. 19 августа 1367), жена Болеслава Опольского (или герцога Болеслава II Немодлинского).

Существование этих двух дочерей как потомков Марии, поддержанное группой польских и зарубежных историков во главе с Влодзимежом Дворжачеком, недавно опровергнуто историками.
Карл Роберт также имел внебрачного сына, Коломана, родившегося в конце 1317 или в начале 1318 года. Его матерью была Гуза (или Елизавета) Чак, дочь Дьордя Чака. Этот сын выбрал церковную карьеру и был епископа Дьера в 1337—1375 годах.